# Surdila-Găiseanca
Surdila-Găiseanca – wieś w Rumunii, w okręgu Braiła, w gminie Surdila-Găiseanca. W 2011 roku liczyła 1703 mieszkańców.